# Adidas Brazuca

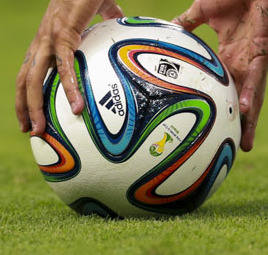
De Adidas Brazuca (editie WK 2014)

De Brazuca is een voetbal waarmee de wedstrijden op het FIFA-wereldkampioenschap voetbal 2014 in Brazilië zijn gespeeld. Hij werd gemaakt door Adidas, de partner van de FIFA die sinds 1970 de officiële wedstrijdballen verstrekt. De Brazuca is de eerste voetbal waarvan de naam door supporters is gekozen. Hij is de opvolger van de Jabulani, die werd gebruikt tijdens het wereldkampioenschap voetbal 2010 in Zuid-Afrika.
De naam van de voetbal werd bekendgemaakt op 2 september 2012 na een publieke stemming. Via een internetpeiling brachten meer dan een miljoen Braziliaanse voetbalsupporters hun stem uit. Er waren drie opties, Bossa Nova (refererend aan de muziekstijl bossanova), Carnavalesca (refererend aan het Braziliaanse carnaval) en Brazuca. Brazuca werd met 77,8% van de stemmen verkozen. Bossa Nova kreeg 14,6% van de stemmen, Carnavalesca 7,6%. De term "brazuca" wordt door Brazilianen gebruikt om de nationale trots te beschrijven. Ook spiegelt het de Braziliaanse benadering van het voetbal, de emotie, trots en welwillendheid. Brazuca is tevens slang voor "Braziliaans".
De Adidas Brazuca werd op 3 december 2013 officieel onthuld door de Nederlandse voetballer Clarence Seedorf in een speciaal evenement in Rio de Janeiro, drie dagen voor de WK-loting. De bal heeft de kleuren van de vlag van Brazilië en het logo van het toernooi. De vormen op de Brazuca verwijzen naar de in Brazilië populaire 'Bahia-bandjes', die geloof en geluk symboliseren. Op de presentatie werd bekendgemaakt dat alle Braziliaanse kinderen, geboren op de derde van december, een gratis WK-bal zouden ontvangen, evenals alle tweeëndertig deelnemende landen, opdat ze hem konden uittesten.
Een speciale bewerking van de bal werd gepresenteerd door de FIFA op 29 mei 2014 en draagt de naam "Brazuca Final Rio". Het heeft de kleuren goud en groen, gebaseerd op de beker die aan de wereldkampioen wordt uitgereikt. Deze bal werd tijdens de finale gebruikt.